# Cimetière militaire danois de Braine
Pour un article plus général, voir Sites funéraires et mémoriels de la Première Guerre mondiale (Front Ouest).
Le cimetière militaire danois de Braine est un cimetière militaire de la Première Guerre mondiale, situé sur le territoire de la commune de Braine, dans le département de l'Aisne.

## Histoire
Le Slevig, province disputée par le Danemark et la Prusse avait été annexé par la Prusse en 1864 à la suite de la Guerre des Duchés. Des soldats originaires du Slesvig avaient donc été incorporés dans l'Armée allemande pendant la Première Guerre mondiale. Après la défaite allemande, le Slesvig redevint danois, en 1920. C'est ainsi qu'un cimetière militaire danois fut créé à Braine.
Le 7 mai 1934, un monument commémoratif a été inauguré dans le cimetière.

## Caractéristiques

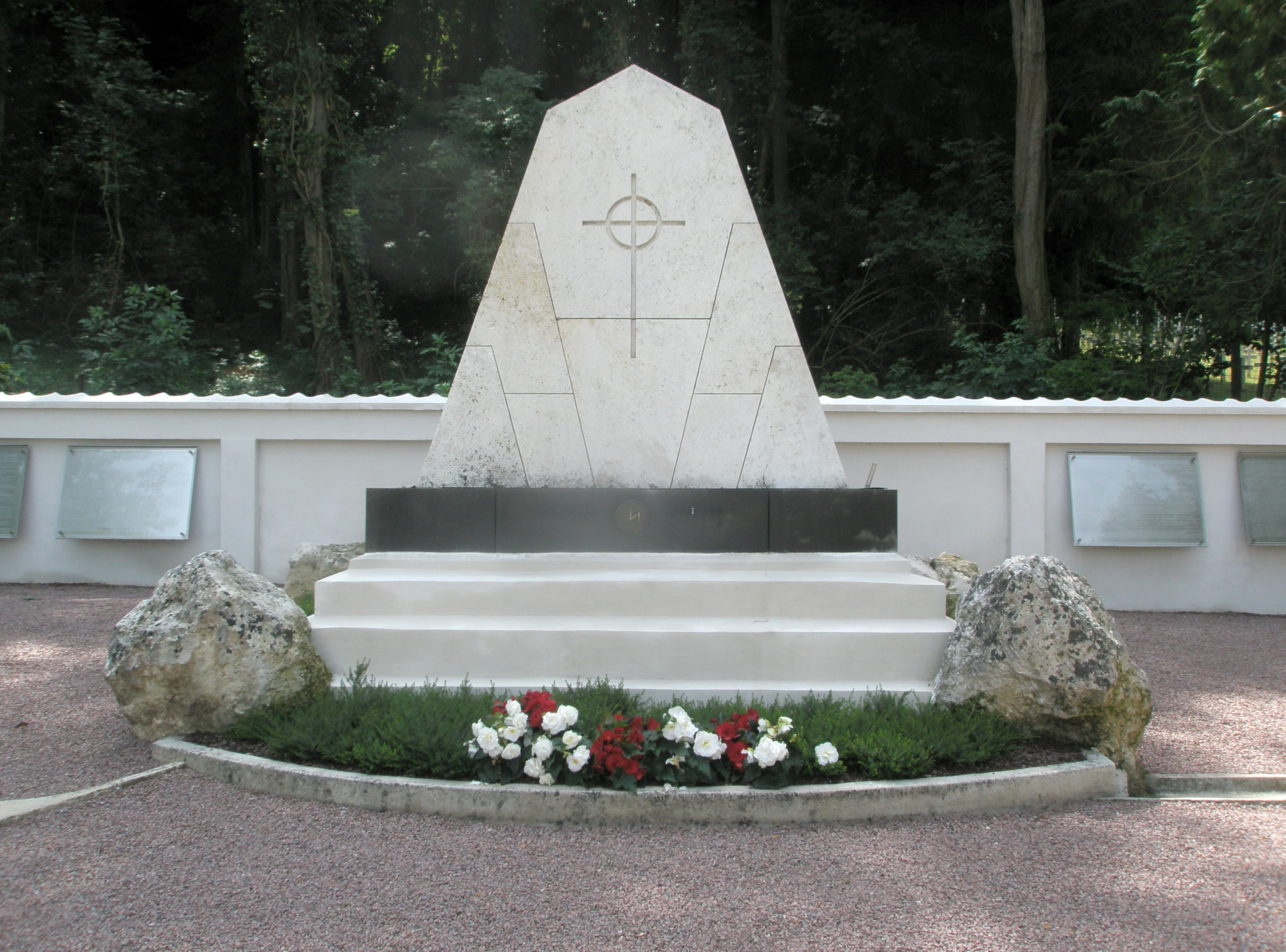
Le monument du cimetière

Le cimetière danois de Braine rassemble les dépouilles de 79 de soldats originaires du Slesvig, morts entre 1914 et 1918.
Un comité au Danemark avec une section de Paris fut chargé de rassembler dans ce cimetière les dépouilles inhumées dans d'autres lieux en France.
Sur les stèles de pierre blanche a été gravée l'identité des soldats sans mention de grade, ni de l’unité de rattachement des combattants.
Le monument commémoratif a été dessiné par l'architecte danois Oscar Gundlach-Pedersen (en).